# Walter Schachner
Walter Schachner (Leoben, 1 de fevereiro de 1957) é um ex-futebolista e treinador de futebol austríaco.

## Carreira
Schachner, apelidado de Schoko, iniciou a carreira em 1975, no Alpine Donawitz (hoje DSV Leoben), clube de sua cidade natal, e permaneceu por lá até 1978. Voltou ao clube em mais três momentos: em 1992, quando mantinha o nome Alpine Donawitz, permanecendo até 1993, quando o time ganhou o nome atual, e entre 1994 e 1996, já veterano. Passou também por Áustria Viena, Cesena, Torino, Pisa, Avellino, Sturm Graz (duas passagens: 1988-90 e 1993-94), FC Salzburg, Grazer AK, SR Donaufeld, Tirol Innsbruck e ASK Kottingbrunn até encerrar a carreira em 1998, aos 41 anos, em outro clube amador, o Eintracht Wels.

## Seleção
Schachner disputou sua primeira partida na Seleção da Áustria em 1976, quando tinha apenas 19 anos. Disputou as Copas do Mundo de 1978 e 1982. Não convocado para a Copa de 1990, sua carreira começou a declinar a partir desse momento. Schoko deixou a Seleção em 1994, quando a Áustria não obteve classificação para a Copa do Mundo de 1994.

## Carreira de treinador
No ano seguinte à sua retirada como jogador, Walter passou a se dedicar ao cargo de treinador de futebol. Seu primeiro time na nova função foi outro clube de condição semi-profissional, o FC Zeltweg. Treinou também o FC Kärnten, o Áustria Viena, o Grazer AK, o Munique 1860, o SK Kärnten e o Admira Wacker.